# Contre-courant (émission de télévision)
Pour les articles homonymes, voir Contre-courant.
 (signalé en juillet 2025).
Si vous disposez d'ouvrages ou d'articles de référence ou si vous connaissez des sites web de qualité traitant du thème abordé ici, merci de compléter l'article en donnant les références utiles à sa vérifiabilité et en les liant à la section « Notes et références ».
- Archive Wikiwix
- Bing
- Cairn
- DuckDuckGo
- E. Universalis
- Gallica
- Google
- G. Books
- G. News
- G. Scholar
- Persée
- Qwant
- (zh) Baidu
- (ru) Yandex
- (wd) trouver des œuvres sur Wikidata

Contre courant est une émission de télévision diffusée sur la chaîne France 2 et qui diffuse des documentaires tels que :
- Un coupable idéal, de Jean-Xavier de Lestrade.
- Chroniques de la violence ordinaire, de Christophe Nick, diffusé en 2006.
- Koursk, un sous-marin en eaux troubles, de Jean-Michel Carré.
- Les prolos, de Marcel Trillat.